# Titella (ocell)
El titella (Anthus pratensis) és un petit ocell passeriforme que cria a la major part de la meitat nord d'Europa i Àsia. És un ocell migrador i hiberna al sud d'Europa, nord d'Àfrica i sud d'Àsia. També és conegut com a tita al Penedès, titerella, titeta, titet o titit al País Valencià. {{Citació necessària|Altres noms en són, a les Balears, burella, titina/titeta sorda, titeta traïdora, titinoia i sordall, i encara a Catalunya cotoliu, cotolí, cotorlí, cotorliu, o cotoliua.